# Cedric Bixler-Zavala
Cedric Bixler-Zavala (* 4. listopadu 1974) je americký zpěvák a bubeník. Narodil se v kalifornském městě Redwood City do rodiny mexických přistěhovalců. V devadesátých letech hrál na bicí a zpíval v kapele Foss, v níž hrál také pozdější politik Beto O'Rourke. V roce 1994 spoluzaložil skupinu At the Drive-In, s níž vydal řadu alb. V letech 2001 až 2012 působil v kapele The Mars Volta, v níž hrál také Omar Rodríguez-López z At the Drive-In. Také zpíval na několika sólových albech Rodrígueze-Lópeze a zároveň s ním hrál ve skupině Antemasque. Spolupracoval i s dalšími hudebníky, mezi něž patří například Mastodon a Thavius Beck.